# Jiemei Feng
Jiemei Feng (chinesisch 姐妹峰 ‚Zwillingsgipfel‘)  ist ein Berg mit zwei Gipfeln an der Ingrid-Christensen-Küste des ostantarktischen Prinzessin-Elisabeth-Lands. Er ragt auf der Tonagh Promontory in den Larsemann Hills auf. Der westliche Gipfel ist 88 m hoch, der östliche rund 20 m niedriger.
Chinesische Wissenschaftler benannten ihn 1993 deskriptiv.